# Raimo Laukka

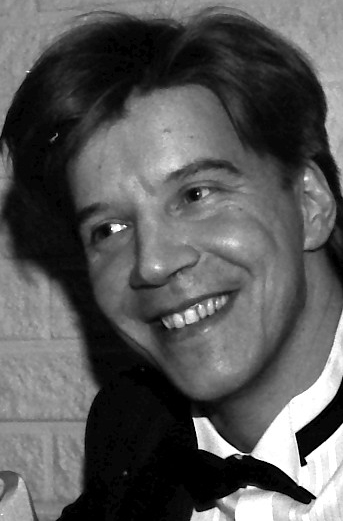
Raimo Laukka.

Raimo Heikki Laukka, född 14 oktober 1954 i Kestilä, är en finländsk operasångare (baryton). 
Efter studier för bland andra Matti Tuloisela vid Sibelius-Akademin samt privat för Jaakko Ryhänen och Jolanda di Maria Petris segrade Laukka i Merikanto-tävlingen 1986 och i sångtävlingen i Villmanstrand 1987. Han engagerades vid Finlands nationalopera 1989 och har där utfört ledande barytonroller såsom Rigoletto, Don Giovanni, Escamillo i Carmen och Wolfram i Tannhäuser. Han har även gästspelat vid tyska operascener. Som konsertsolist har han ofta anlitats i Jean Sibelius Kullervosymfoni av ledande dirigenter som Sergiu Comissiona, Colin Davis, Gennadij Rozjdestvenskij och Paavo Berglund. 